# Abdul Latif Rashid
Abdul Latif Rashid (arabiska: عبد اللطيف رشيد), även känd som Latif Rashid (kurdiska: لهتيف ڕەشید), född 10 augusti 1944 i Sulaymaniyya, är en kurdisk politiker som är Iraks president sedan 2022.